# Időzónák az Amerikai Egyesült Államokban

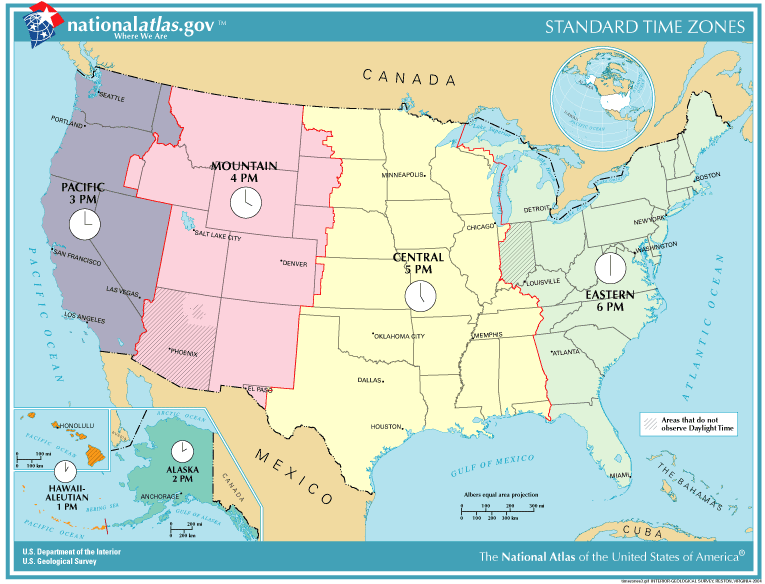
Az Amerikai Egyesült Államok térképe az időzónákkal

Ez a lista az Amerikai Egyesült Államok egyes tagállamaiban és függő területein érvényes időzónákat tartalmazza.
Az egyes időzónák elnevezései:
- UTC+10 Chamorro Standard Time
- UTC-11 Samoa Standard Time
- UTC-10 HST Hawaii-Aleutian Standard Time
- UTC-9 AKST Alaska Standard Time
- UTC-8 PST Pacific Standard Time
- UTC-7 MST Mountain Standard Time
- UTC-6 CST Central Standard Time
- UTC-5 EST Eastern Standard Time
- UTC-4 AST Atlantic Standard Time

| Állam           | Időzóna/Időzónák | Megjegyzés                                                                        |
| Alaszka         | UTC-9 AKST Alaska Standard Time – nagy része UTC-10 HST Hawaii-Aleutian Standard Time – Aleut-szigetek, a nyugati 169° 30'-től nyugatra |                                                                                   |
| Alabama         | UTC-6 CST Central Standard Time |                                                                                   |
| Arkansas        | UTC-6 CST Central Standard Time |                                                                                   |
| Arizona         | UTC-7 MST Mountain Standard Time | nyári időszámítás nélkül, kivéve a Navahó Rezervátumot                            |
| Colorado        | UTC-7 MST Mountain Standard Time |                                                                                   |
| Connecticut     | UTC-5 EST Eastern Standard Time |                                                                                   |
| Delaware        | UTC-5 EST Eastern Standard Time |                                                                                   |
| Dél-Karolina    | UTC-5 EST Eastern Standard Time |                                                                                   |
| Dél-Dakota      | UTC-6 CST Central Standard Time – keleten UTC-7 MST Mountain Standard Time – nyugaton |                                                                                   |
| Észak-Karolina  | UTC-5 EST Eastern Standard Time |                                                                                   |
| Észak-Dakota    | UTC-6 CST Central Standard Time – északnyugaton és keleten UTC-7 MST Mountain Standard Time – délnyugaton |                                                                                   |
| Florida         | UTC-5 EST Eastern Standard Time – a floridai félszigeten UTC-5 EST Eastern Standard Time – Florida Panhandle: keletre az Apalachicola folyótól, valamint Franklin és Gulf megyék egyes részei, melyek az Intracoastal Waterway-től délre fekszenek UTC-6 CST Central Standard Time – az Apalachicola folyótól nyugatra, az előzőeket kivéve |                                                                                   |
| Georgia         | UTC-5 EST Eastern Standard Time |                                                                                   |
| Hawaii          | UTC-10 HST Hawaii-Aleutian Standard Time | nyári időszámítás nélkül                                                          |
| Iowa            | UTC-6 CST Central Standard Time |                                                                                   |
| Idaho           | UTC-8 PST Pacific Standard Time – északra a Salmon folyótól, az Oregon állam határa valamint Idaho megye és Lemhi megye határa között; ill. nyugatra Idaho megye és Lemhi megye határától, a Salmon folyó és Montana állam határa közötti terület UTC-7 MST Mountain Standard Time – az állam fennmaradó része                              |                                                                                   |
| Illinois        | UTC-6 CST Central Standard Time |                                                                                   |
| Indiana         | UTC-5 EST Eastern Standard Time – az állam nagy része UTC-6 CST Central Standard Time – Nyugat-Indiana | az EST-ba tartozó megyék közül öt nem hivatalosan alkalmazza a nyári időszámítást |
| Kalifornia      | UTC-8 PST Pacific Standard Time |                                                                                   |
| Kansas          | UTC-6 CST Central Standard Time – az állam nagy része UTC-7 MST Mountain Standard Time – négy megye nyugaton |                                                                                   |
| Kentucky        | UTC-5 EST Eastern Standard Time – Kelet-Kentucky UTC-6 CST Central Standard Time – Nyugat-Kentucky |                                                                                   |
| Louisiana       | UTC-6 CST Central Standard Time |                                                                                   |
| Massachusetts   | UTC-5 EST Eastern Standard Time |                                                                                   |
| Maryland        | UTC-5 EST Eastern Standard Time |                                                                                   |
| Maine           | UTC-5 EST Eastern Standard Time |                                                                                   |
| Michigan        | UTC-6 CST Central Standard Time – a Wisconsinnal határos megyék UTC-5 EST Eastern Standard Time – az állam többi része |                                                                                   |
| Minnesota       | UTC-6 CST Central Standard Time |                                                                                   |
| Missouri        | UTC-6 CST Central Standard Time |                                                                                   |
| Mississippi     | UTC-6 CST Central Standard Time |                                                                                   |
| Montana         | UTC-7 MST Mountain Standard Time |                                                                                   |
| Nebraska        | UTC-6 CST Central Standard Time – keleten UTC-7 MST Mountain Standard Time – nyugaton |                                                                                   |
| New Hampshire   | UTC-5 EST Eastern Standard Time |                                                                                   |
| New Jersey      | UTC-5 EST Eastern Standard Time |                                                                                   |
| Nevada          | UTC-8 PST Pacific Standard Time – az állam nagy része |                                                                                   |
| New York        | UTC-5 EST Eastern Standard Time |                                                                                   |
| Nyugat-Virginia | UTC-5 EST Eastern Standard Time |                                                                                   |
| Ohio            | UTC-5 EST Eastern Standard Time |                                                                                   |
| Oklahoma        | UTC-6 CST Central Standard Time – az állam nagy része UTC-7 MST Mountain Standard Time – Kenton városa |                                                                                   |
| Oregon          | UTC-8 PST Pacific Standard Time – az állam nagy része, Malheur megye déli egyötöde UTC-7 MST Mountain Standard Time – Malheur megye fennmaradó része |                                                                                   |
| Pennsylvania    | UTC-5 EST Eastern Standard Time |                                                                                   |
| Rhode Island    | UTC-5 EST Eastern Standard Time |                                                                                   |
| Tennessee       | UTC-5 EST Eastern Standard Time – Kelet-Tennessee, kivéve Marion megyét UTC-6 CST Central Standard Time – Közép-Tennessee és Marion megye UTC-6 CST Central Standard Time – Nyugat-Tennessee |                                                                                   |
| Texas           | UTC-6 CST Central Standard Time – az állam nagy része UTC-7 MST Mountain Standard Time – Nyugat-Texas egy része |                                                                                   |
| Utah            | UTC-7 MST Mountain Standard Time |                                                                                   |
| Új-Mexikó       | UTC-7 MST Mountain Standard Time |                                                                                   |
| Virginia        | UTC-5 EST Eastern Standard Time |                                                                                   |
| Vermont         | UTC-5 EST Eastern Standard Time |                                                                                   |
| Washington      | UTC-8 PST Pacific Standard Time |                                                                                   |
| Washington      | UTC-5 EST Eastern Standard Time |                                                                                   |
| Wisconsin       | UTC-6 CST Central Standard Time |                                                                                   |
| Wyoming         | UTC-7 MST Mountain Standard Time |                                                                                   |